# Tetrakosaktid
Tetrakosaktid (Synacthen) je sintetički analog prirodnog adrenokortikotropnog hormona (ACTH).

## Farmakologija
U normalnim situacijama ACTH se oslobađa iz hipofize. On deluje na nadbubrežne žlezde i stimuliše proizvodnju steroidnih hormona (glukokortikoida). Ako su nadbubrežne žlezde zdrave, tetrakosaktidna инјекција dovodi do povišenja koncentracije krvnog kortizola (hidrokortizona) u toku 30 minuta.

## Upotreba
Ovaj lek se koristi za dijagnostičke svrhe. On je podesan za lečenje adrenalne nedovoljnosti, kao i za tretman spazama.

## Spoljašnje veze
|  | Molimo Vas, obratite pažnju na važno upozorenje u vezi sa temama iz oblasti medicine (zdravlja). |